# Tóváry Antal
Tóváry Antal (Jánoshalma, 1870. május 13. – Nagytétény, 1924. június 24.) magyar színész, színházigazgató.

## Életpályája
Pályafutása 1892-ben kezdődött, különféle társulatoknál lépett fel mint baritonista. 1903 és 1909 között színigazgatóként működött, bejárta az egész országot a társulatával. 1903-ban Nagybányán volt színigazgató, 1904. április 30-a és május 23-a között Dicsőszentmártonban tűzte műsorra többek közt a Cigánybáró, a Bob herceg, a Vén bakancsos, illetve az Éjjeli menedékhely c. darabokat, melyekkel a színészet számára új híveket szerzett. 1905 márciusában Petrozsényben, valamint ugyanebben az évben Abonyban járt társulatával.